# Today You Die
Today You Die amerikansk actionfilm från 2005 i regi av Don E. FauntLeRoy med Steven Seagal i huvudrollen.

## Handling
Tjuven Harlan Banks (Seagal) har fått nog av sitt leverne, men går med på en sista stöt. Han ska hjälpa några män att genomföra ett rån på ett av Las Vegas kasinon. 20 miljoner dollar förväntas stöten ge. Men hans nya partners dubbelspelar honom och han hamnar i fängelse. Han hann dock gömma pengarna och det är folk utanför fängelset som vill hitta dom, till vilket pris som helst.

## Återanvänt filmmaterial
- De tre speciella bilarna i filmen, den vita Volkswagen Jetta, den orangae Mazda RX-7 och Toyota Supran lånades från The Fast And The Furious och 2 Fast 2 Furious.
- Flykten från fängelset scenen kommer från The Undisputed där Ving Rhamess karaktär sändes till fängelset.
- Många av bilderna under biljakten efter rånet är från filmen Top of the World.

## Rollista
| Steven Seagal          | – Harlan Banks            |
| Anthony 'Treach' Criss | – Ice Cool                |
| Sarah Buxton           | – Rachel                  |
| Mari Morrow            | – Jada                    |
| Nick Mancuso           | – Agent Saunders          |
| Robert Miano           | – Bruno                   |
| Kevin Tighe            | – Max                     |
| Jamie McShane          | – Vincent                 |
| Lawrence Turner        | – Garret                  |
| Chloë Moretz           | – St. Thomas sjukhus tjej |